# Un (Gujarat)
Un è una suddivisione dell'India, classificata come census town, di 28.761 abitanti, situata nel distretto di Surat, nello stato federato del Gujarat. In base al numero di abitanti la città rientra nella classe III (da 20.000 a 49.999 persone).

## Geografia fisica
La città è situata a 23° 52' 60 N e 71° 46' 0 E e ha un'altitudine di 39 m s.l.m..

## Società

### Evoluzione demografica
Al censimento del 2001 la popolazione di Un assommava a 28.761 persone, delle quali 18.644 maschi e 10.117 femmine. I bambini di età inferiore o uguale ai sei anni assommavano a 4.077, dei quali 2.137 maschi e 1.940 femmine. Infine, coloro che erano in grado di saper almeno leggere e scrivere erano 19.841, dei quali 14.142 maschi e 5.699 femmine.